# Spannscheibe

Spannscheibe

Spannscheiben nach DIN 6796 sind mitverspannte Federelemente in Form einer Tellerfeder, deren Sicherungswirkung ausschließlich auf Kraftschluss beruht. Sie sollen einem Lockern der Schraubverbindungen, wie durch Setzbeträge, entgegenwirken, indem sie durch Federkräfte eine hinreichend hohe Vorspannung in der Verbindung aufrechterhalten. Sie sind deshalb besonders für überwiegend axial belastete, kurze Schrauben geeignet. Gegen Losdrehvorgänge unter wechselnder Querbelastung bieten sie keine wirksame Sicherung.
Spannscheiben wurden speziell für hochfeste Schrauben der Festigkeitsklassen 8.8 bis 10.9 nach DIN ISO 898 Teil 1 entwickelt. Sie stellt eine rein kraftschlüssige Sicherung in Form einer Tellerfeder dar. Die Spannkraft dieser Scheiben wurde an Schrauben der Festigkeitsklasse 8.8 angepasst. Tellerfedern nach DIN 2093 sind wesentlich weicher und für diese Aufgabe nicht geeignet.
Lieferbar sind Spannscheiben für Schrauben mit Nenngrößen M2 bis M30, lagermäßig mit blanker und verzinkter Oberfläche aus Federstahl nach DIN EN 10132-4, wie C 60. Auftragsbezogen werden auch Spannscheiben aus korrosionsbeständigen und warmfesten Werkstoffen hergestellt.
Die ansonsten gleich aufgebauten Schnorrscheiben und Sperrkantscheiben sind zusätzlich verzahnt und sichern so auch durch Formschluss.